# Chinezenmoord
De Chinezenmoord of Bataviase Furie (9 tot 11 oktober 1740) was een slachting onder de Chinese bevolking van Batavia in Nederlands-Indië (nu Jakarta in Indonesië), waarbij tussen 5.000 en 10.000 Chinezen door de Europese, Indo-Europese inwoners en VOC soldaten, van de stad werden vermoord. In een later stadium namen ook West-Javanen (Sultanaat Bantam), Boeginezen en honderden Balinezen deel aan de strijd tegen de Chinezen.
Deze pogrom kende meerdere oorzaken waaronder de Suikercrisis van 1720 waarna opstanden ontstonden onder werkloze illegale Chinezen in de Ommelanden van Batavia en de resolutie van Van Imhoff van 25 juli 1740 om alle werkloze plantagearbeiders te transporteren naar de stad Galle in de Nederlandse kolonie Ceylon, welke tot grote onrust leidde onder de Chinese bevolking van Batavia. In Chinese bronnen wordt de rivaliteit binnen de leiding van de VOC in Batavia, het gebrek aan eensgezindheid, de uitbuiting van Chinese arbeiders op de suikerplantages door vooral Chinese eigenaren alsmede de zware belastingen die door de Nederlanders na 1720 werden geheven als oorzaken  van de opstand genoemd. 

## Voorgeschiedenis
Al lang voor de komst van de Portugezen en de Nederlanders in Indië, mogelijk al sinds de 13e eeuw, waren er handelaren uit de zuidoostelijke Chinese provincie Fujian, de zogenaamde Hokkien of Hakka, in de havens op noordkust van Java aanwezig.
Onder gouverneur-generaal Jan Pieterszoon Coen werden grote aantallen Chinese bouwarbeiders en timmerlieden aangetrokken om op de ruïnes van Jacatra het VOC-centrum Batavia op te bouwen.
Deze arbeiders werden al spoedig vergezeld door Chinese winkeliers, tussenhandelaars, groentetelers en koelies, die voor een groot deel voor de commerciële structuur van de stad zorgden.
In de tweede helft van de 17e eeuw investeerden een aantal meer welgestelde Chinese handelaren in suikerplantages in de ommelanden van Batavia, die grote aantallen Chinese koelies te werk stelden. Deze plantagearbeiders waren, in tegenstelling tot de belastingbetalende Chinezen binnen de muren van Batavia, volkomen rechteloos. Zij werden zowel door de Chinese eigenaars van de plantages, als door de VOC, die in een zo laag mogelijke suikerprijs geïnteresseerd was, uitgebuit.
De Chinezen binnen de muren van de stad waren al sinds de dagen van Coen georganiseerd in een 'Raad der Chinezen', geleid door een kapitan Cina  en meerdere luitenants: Deze Chinese inwoners van de stad hadden burgerrechten, iets dat door menige, zich superieur achtende, Europese inwoner van Batavia met lede ogen werd aangezien.
Rond 1740 bestond, ondanks de belemmeringen die men de immigratie uit China in de weg had gelegd, grofweg de helft van de bevolking van Batavia uit Chinezen: Ongeveer 5000 gegoede handelaars, ambachtslieden en winkeliers binnen de muren van de stad en ongeveer 10.000 grotendeels illegale koelies in de ommelanden.

## Suikercrisis
Door de groei van de productie van suikerriet in onder andere Brazilië in het begin van de 18e eeuw raakte de Europese markt verzadigd en daalde de verkoopprijs van suiker. De VOC trof daarop een aantal maatregelen om de suikerprijs hoog te houden: De aanplant van suikerriet werd beperkt en er werd minder suiker voor de Europese markt op de beurs van Batavia aangekocht. Dit leidde tot werkloosheid onder de Chinese plantagearbeiders rond Batavia. Onder gouverneur-generaal Dirck van Cloon werd ter bescherming van de suikerindustrie door de Hoge Regering in Batavia toch massief suiker ingekocht en binnen Azië verhandeld: een groot deel van de aldus verhandelde suiker kwam via tussenpersonen alsnog op de Nederlandse markt terecht en dit leidde tot groot ongenoegen bij de Heren XVII. Verscherpte maatregelen tegen deze sluikhandel leidden uiteindelijk tot de totale ineenstorting van de suikerhandel in de stad. De rechteloze Chinese koelies in de streek rond Batavia werden werkloos en zwierven in muitende en plunderende groepen in de ommelanden rond. Ze bereidden een aanslag voor en wilden Batavia overmeesteren.

## Slachting onder de Chinese bevolking

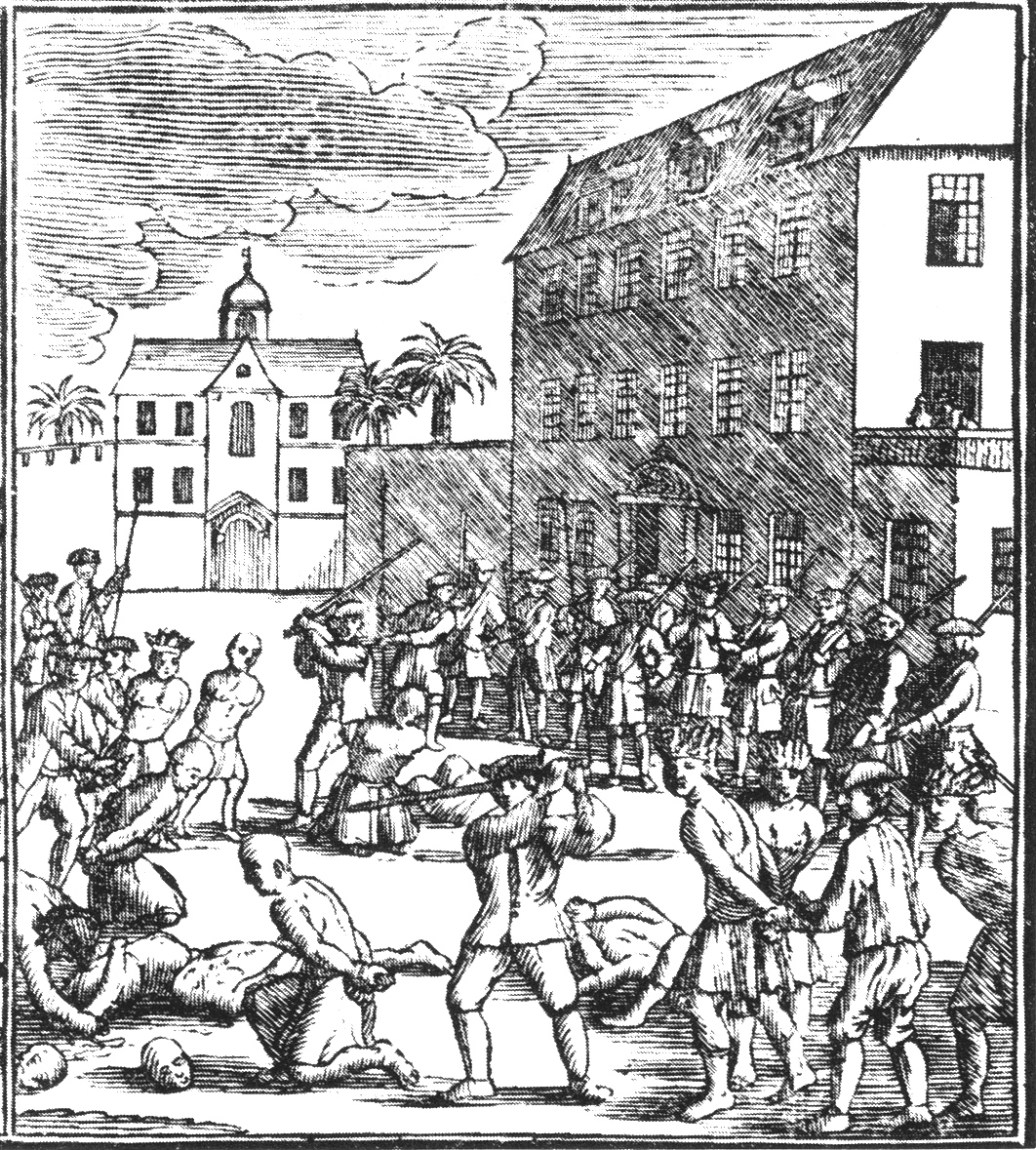
Chinezenmoord

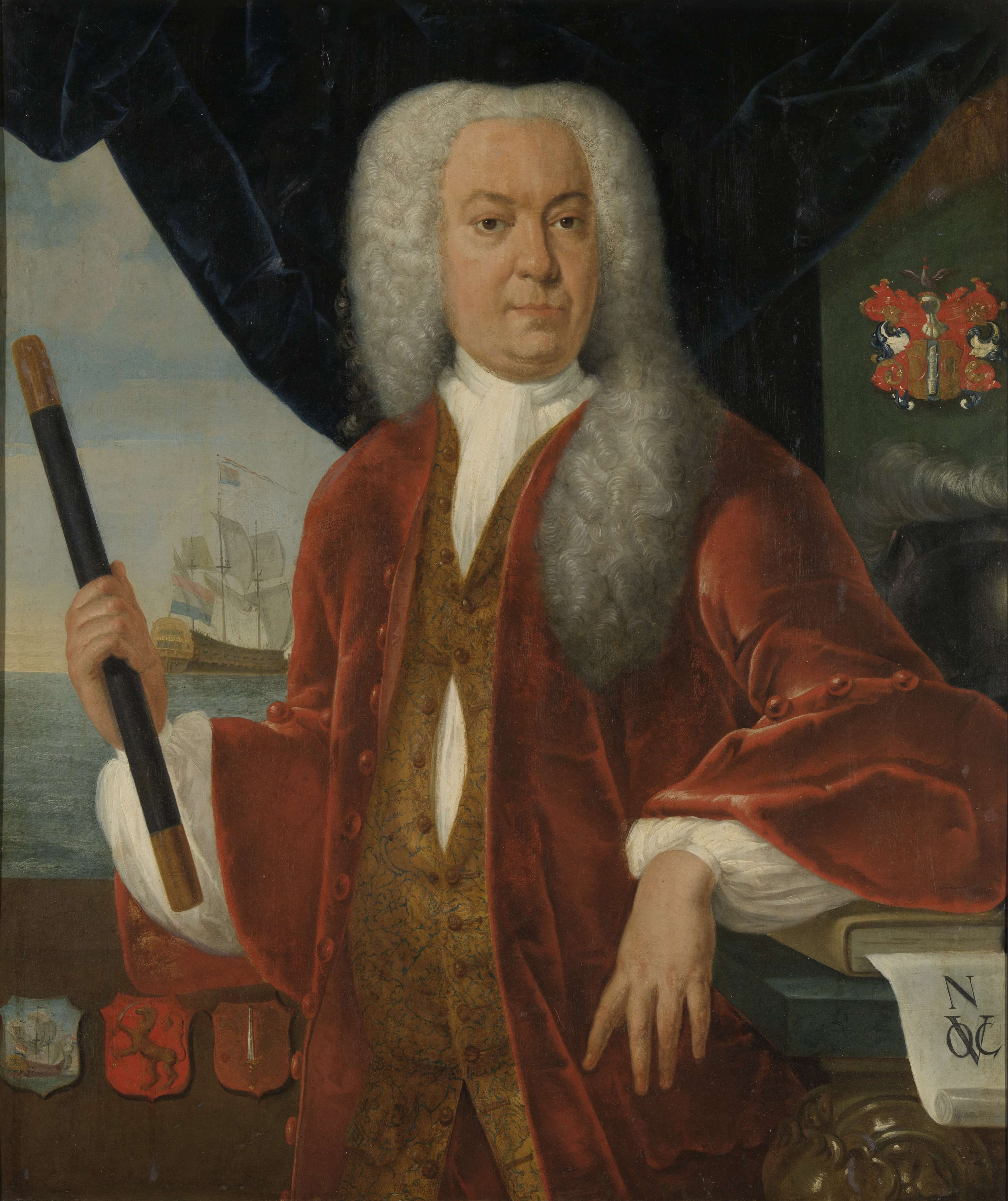
Gouverneur-Generaal Adriaan Valckenier

Om het probleem van de in opstand gekomen Chinese koelies op te lossen besloot de VOC uiteindelijk op 25 juli 1740 op grond van een voorstel van Van Imhoff om alle werkloze plantagearbeiders te transporteren naar de stad Galle in de Nederlandse kolonie Ceylon. Onder de koelies deed al snel het gerucht de ronde dat zij onderweg op volle zee overboord zouden worden gezet. Hierop veranderde de opstand van de Chinese arbeiders in een moordpartij rond Batavia, waarbij de streek werd geplunderd en daarop platgebrand. Nadat zij begin oktober door VOC-troepen ten zuiden van de stad uit hun stellingen waren verjaagd, deden in de nacht van 8 oktober de Chinese plunderaars een directe aanval op de muren van de stad Batavia zelf. Deze stormloop kon maar met de grootste moeite door de Europese inwoners worden afgeslagen. De stad verkeerde in staat van beleg. Nu ging al gauw het gerucht dat de goed georganiseerde Chinezen binnen de stad met de opstandelingen samenspanden. Gouverneur-Generaal Adriaan Valckenier kwam hierop met het voorstel om de 'stad van de Chineezen te ruimen'. De Raad van Indië besloot tot een meer afwachtende houding, daar de Chinezen binnen de muren zich rustig hielden. In opdracht van de VOC werd op de ochtend van 9 oktober huiszoekingen uitgevoerd in alle Chinese huishoudens binnen de stadsmuren, die door op buit beluste matrozen, militairen, werknemers en slaven al snel uitliepen op regelrechte moordpartijen. In de loop van drie dagen werden alle Chinezen binnen en buiten de stad vermoord, ook diegenen die eerst uit voorzorg gevangen waren genomen en zelfs de bedlegerige Chinezen in de ziekenhuizen. Als laatste werd het huis van de 'kapitan Cina', waarin deze zich met 400 aanhangers had verschanst, in brand gestoken. De Chinezen die het klaarspeelden te ontkomen vluchtten samen met de koelies de bergen in naar Midden en Oost-Java.

## Gevolg van de Chinezenmoord
Rondzwervende groepen Chinese opstandelingen waren nog jarenlang op Midden- en Oost Java actief.
Sommigen sloten zich op het eind van de jaren veertig aan bij de troonpretendenten die zich mengden in de derde van de Javaanse successie-oorlogen. Anderen vestigden zich in eigen Chinese enclaves op Java (Lasem en omgeving) en hielden hun Chinese levenswijze en cultuur nog vele generaties in ere. De VOC dwong de overgebleven Chinezen in Batavia zich direct buiten de stad in een zogenaamd Chinees kamp (Glodok) te vestigen, dat tot op de dag van vandaag de Chinese buurt van Jakarta is gebleven. De Chinese handel kwam in de loop van de volgende jaren weer op gang. Vanaf ongeveer 1760 vestigden zich opnieuw Chinezen binnen de muren van Batavia en aan het eind van de eeuw waren Chinezen ook binnen de muren in omvang weer de grootste bevolkingsgroep. 

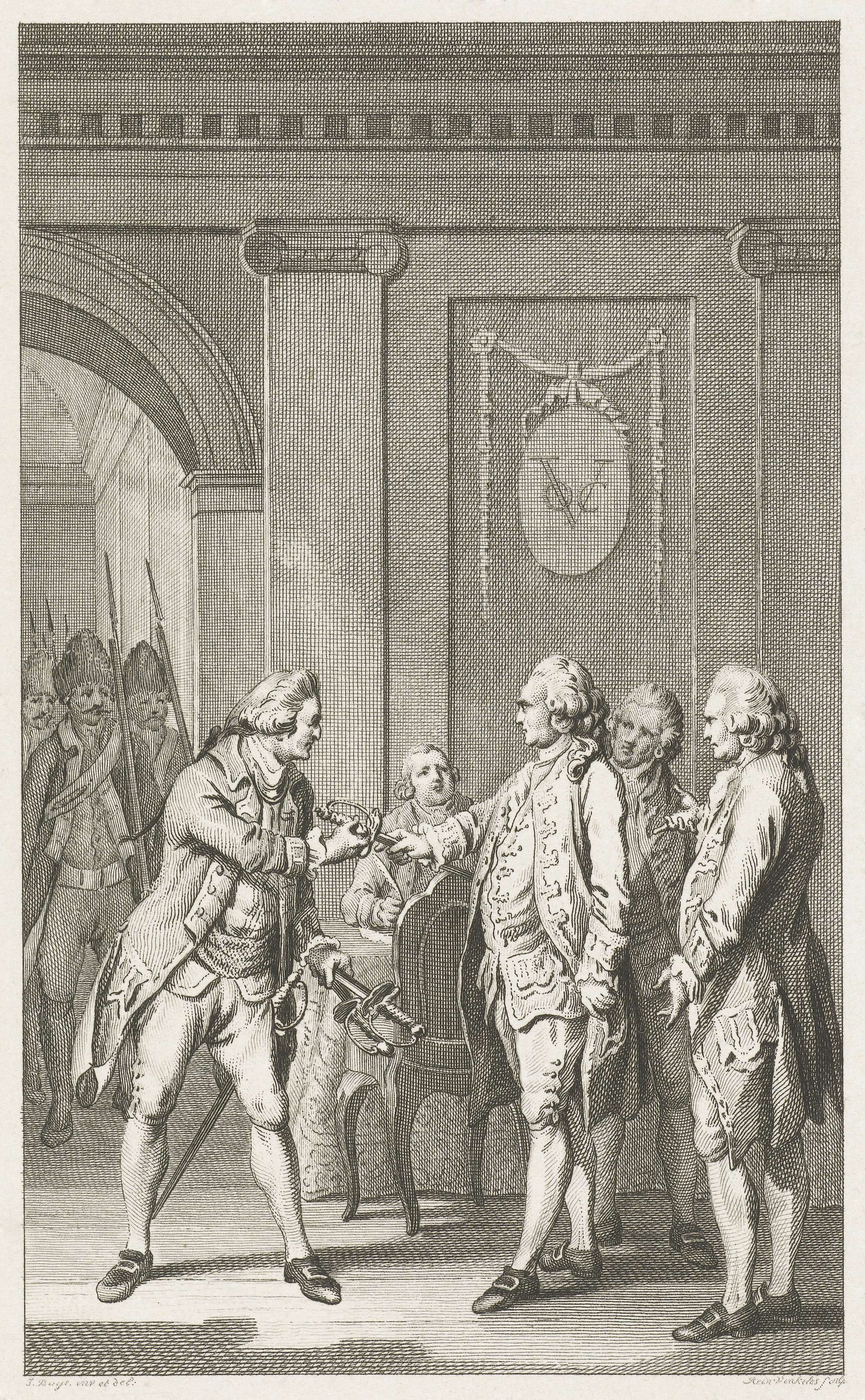
Gevangenneming van drie raden van de VOC

De Raad van Indië en gouverneur-generaal Valckenier waren het onderling oneens wie de schuldige van de moordpartij was geweest.
Valckenier kreeg de meerderheid van de Raad aan zijn zijde, maar het lid Gustaaf Willem van Imhoff sr., die het beleid van de G-G sterk had afgekeurd en die Valckenier verantwoordelijk achtte voor het gebeurde, werd, samen met de andere dissidente leden van de Raad, gedwongen naar Nederland af te reizen. Van Imhoff greep daar de gelegenheid aan om zijn versie van het gebeurde aan de Heren XVII te vertellen. Nadat Van Imhoff in Nederland het gelijk aan zijn zijde had gekregen, werd hij door de Heren XVII tot gouverneur-generaal benoemd en naar Nederlands-Indië gestuurd om orde op zaken te stellen. Valckenier, die te laat begreep dat Van Imhoff hem in patria de schuld in de schoenen schoof, droeg zijn functie als gouverneur-generaal aan Johannes Thedens over en reisde in november 1741 als admiraal van de retourvloot naar Nederland af om nog te redden wat er te redden viel. Aangekomen in Kaapstad, 'in zeer slechte constitutie zowel van lichaam als hersens', werd hij op last van de Heren XVII door gouverneur Swellengrebel onder militair arrest geplaatst en in augustus 1742 terug naar Batavia gestuurd. Valckenier werd aangeklaagd wegens moord, met als eis de doodstaf en verbeurdverklaring van zijn bezittingen. Tot zijn dood in 1751 zat hij gevangen op Kasteel Batavia in afwachting van een proces. Na het overlijden van Valckenier verklaarden de Heren XVII het tegen hem aangespannen rechtsgeding als "door den dood geaboleerd (=vernietigd)". De zaak ging daarna voor altijd de doofpot in.
In Nederland schreef de Friese politicus en dichter Willem van Haren als reactie op de pogrom een 'lierzang', waarin de handelingen van de Nederlanders in Batavia sterk werden gehekeld ("Op den moord gepleegd aan de Chineezen te Batavia").
De dood leeft op de straat van 't woest Batavia: 
 Voor kind noch grijsaard is bij Kristenen gena.
Al wat slechts Kristen is, slaat met vermaak aan ’t moorden.

## Chinese reacties
Valckenier had kort na de slachting een brief gezonden aan de Chinese keizer Qianlong. In de brief wordt beschreven hoe bij de aanval op de stad ‘daar uyt een ysselyk bloedbad is ontstaan waar in tot ons leedwezen zelfs eenige onschuldigen die zig van de anderen niet  hadden afgezondert gesneuveld zijn‘. In het vervolg van de brief staat verder ‘Wy hebben het noodzakelyk geacht aan uwe Keyzerlyke Majesteit hier van een waaragtig en omstandig verhaal te doen, op dat misschien niet anderen, nydig over den florisanten handel der Hollanderen in het Ryk van uwe Keyzerlyke Majesteit, dit voorval met valsen verwen komen af te maalen om was het mogelijk uwe  Keyzerlyke Majesteit een verkeerd denkbeeld te geven over de regtmatigheid der Hollanderen‘. De brief spreekt de hoop en verwachting uit dat de handel van de VOC in Kanton daarom ‘niet geincommodeert wordt ofte aan onze Dienaren eenigen overlast geschieden‘. 
Het hof in Peking had al eerder berichten ontvangen en was ook redelijk op de hoogte van de omvang van de slachting. Sommige adviseurs van Qianlong waren dan ook van opvatting dat de handel met Batavia gestaakt diende te worden. Anderen brachten naar voren dat de handel met Batavia voor een provincie als Fujian van levensbelang was. Qianlong legde in een edict vast dat hij vele malen zijn onderdanen in Batavia had opgeroepen naar het moederland terug te keren. Diegenen die daar geen gevolg aan hadden gegeven hadden naar het oordeel van de keizer een vorm van verdiend loon gekregen. De keizer was verder wel van oordeel dat deze moordpartij volstrekt excessief was geweest. Nu de Nederlanders echter excuses hadden gemaakt zag hij geen reden tot verdere actie. Het argument dat de vermoorde Chinezen zelf ook blaam trof vanwege het feit dat zij niet terugkeerden naar het moederland komt ook in meerdere andere Chinese reacties voor. 
De gebeurtenissen in 1740 worden ook uitgebreid beschreven in wat wel als de Chinese annalen van Batavia wordt benoemd. Dit document, de Kai Ba Lidai Shiji (Een historisch verslag gedurende de achtereenvolgende generaties over de ontwikkeling van het koninkrijk Kelaba), is aan het eind van de achttiende eeuw geschreven en handelt over Batavia met de focus op de Chinese bevolking gedurende de hele periode van de VOC. De auteur is anoniem, maar is waarschijnlijk de secretaris van de toenmalige Chinese raad in Batavia. Het is duidelijk dat hij toegang had tot zowel Chinese als Nederlandse bronnen. De auteur benoemt de rivaliteit tussen Valckenier en van Imhoff. Het ontbreken van een eensgezinde leiding bij de Nederlanders is volgens hem een van de oorzaken voor het zo escaleren van de gebeurtenissen. Hij legt echter ook een groot deel van de verantwoordelijkheid bij de toenmalige kapitein van de Chinezen Ni Hoekong op wiens plantage de ongeregeldheden ook begonnen. De auteur beschrijft zijn volkomen gebrek aan compassie en interesse voor die arbeiders. Hij had dus ook onvoldoende besef van een mogelijk explosieve situatie en waarschuwde de VOC-leiding dus niet. 
Een ander document is de Ge-la-ba jilüe (Kort verslag over Kelaba), geschreven door Cheng Xunwo. Cheng was enkele jaren privé-docent geweest op Java. Het verslag maakte deel uit van een dossier bestemd voor Fang Boa, een lid van het Grote Secretariaat. Ook hier wordt de rivaliteit binnen de leiding van VOC beschreven, evenals de uitbuiting van de arbeiders op de plantages. Hij legt sterk de nadruk op de belastingen en het hoofdgeld dat de arbeiders dienden te betalen. Die waarneming dient enigszins gerelativeerd te worden omdat de feitelijke situatie was, dat die massaal ontdoken werden. 
Van eind 1740 tot in 1743 waren er geen kapiteins Cina en assistenten (luitenants) van hem aanwezig. De gruwelijke gebeurtenissen in 1740 brachten uiteindelijk het inzicht dat Chinese zaken beter moesten worden georganiseerd. De Chinese raad kreeg een eigen kantoor en in 1750 een eigen secretariaat waarvan het kantoor en de personeelslasten door de VOC werden betaald. Ook na de opheffing van de VOC werd deze structuur gehandhaafd.